# Ecodonia minutaria
Ecodonia minutaria là một loài bướm đêm trong họ Geometridae.